# Nyctemera aeres
Nyctemera aeres är en fjärilsart som beskrevs av Jean Baptiste Boisduval 1832. Nyctemera aeres ingår i släktet Nyctemera och familjen björnspinnare. Inga underarter finns listade i Catalogue of Life.